# Classe Typhoon
La Classe Typhoon è stata una classe di sottomarini nucleari lanciamissili balistici (SSBN), di fabbricazione sovietica, il cui nome in codice è divenuto, in Occidente, più noto dell'originale denominazione di progetto che risponde al nome di Progetto 941 Akula  (in cirillico: Проект 941 Акула, nome in codice NATO: Typhoon).
Entrate in servizio tra il 1981 ed il 1989 nella marina sovietica, con un dislocamento in immersione superiore alle 30.000 tonnellate, le unità di questa classe detengono ancora oggi il primato di più grandi sottomarini mai costruiti.
Il Dmitrij Donskoj, ultima unità in servizio nonché capoclasse, è stato radiato nel febbraio 2023 nonostante gli iniziali piani di revisione ed ammodernamento al nuovo standard 941UM con l'obiettivo di imbarcare i nuovi missili balistici intercontinentali R-30 Bulava.

## Storia
La pianificazione del Progetto 941 fu autorizzata nel dicembre 1972 e dopo 12 mesi il governo sovietico ordinò all'ufficio di progettazione di Leningrado la progettazione esecutiva del nuovo sottomarino balistico.
Il nome "Typhoon" deriva apparentemente da un discorso di Brežnev del 1974, che parlando del nuovo sommergibile per missili balistici lo chiamò "Tajfùn". In realtà, il nome russo per questa classe di battelli è Akùla (squalo). Probabilmente la NATO decise di non adottare questo nome anche per evitare confusione con i sommergibili nucleari d'attacco "Progetto 971 Ščuka-B" (che hanno appunto il nome NATO di "classe Akula").

## Sviluppo
Il primo esemplare (il TK 208) fu sottoposto ad una lunga e severa serie di test prima di entrare in servizio. Tutti i battelli della classe vennero costruiti presso il cantiere navale n. 402 (gli stabilimenti SevMaš, abbreviazione di Severnoe Mašinostroitl'noe predprijatie), nella città di Severodvinsk, ed entrarono in servizio tra il 1981 e il 1989 nella Prima Flottiglia di sottomarini nucleari, basata a Nyerpichya (Flotta del Nord). Iniziarono anche i lavori di costruzione di un settimo battello, mai completato. Il numero totale di unità di cui doveva essere composta la classe è imprecisato ma consistente, pianificato di dotarne sia la flotta del Nord che quella del Pacifico.

## Descrizione tecnica

### Caratteristiche
La struttura dei sottomarini classe Typhoon è multiscafo: in pratica, sono presenti due scafi pressurizzati separati, paralleli tra loro, che hanno un diametro di 7 metri l'uno. Inoltre, vi sono 5 scafi interni abitabili e 19 compartimenti. Il compartimento missili è sistemato a prua del battello, tra gli scafi pressurizzati, davanti alla torretta (caso unico tra i sommergibili di questo tipo). Tutti gli scafi ed i compartimenti sono uniti tra loro attraverso passaggi comunicanti. Gli scafi pressurizzati ed il compartimento siluri sono in titanio, mentre lo scafo esterno è in acciaio. La sala di controllo principale ed il compartimento con le dotazioni elettroniche sono situati all'interno di un modulo protetto, posto dietro i silos dei missili e sopra gli scafi pressurizzati.
Ogni sottomarino è inoltre fornito di due camere di fuga sganciabili, situate su ogni lato dello scafo.
Il sottomarino è dotato di soluzioni avanzate per la navigazione sotto il ghiaccio e l'emersione attraverso quest'ultimo. L'emersione, in particolare, è favorita da una "riserva di spinta" pari al 35% del dislocamento. In pratica, svuotando le casse di zavorra, i battelli dispongono in emersione di una spinta verso l'alto tale da frantumare spessori di ogni tipo.
La profondità massima operativa di questi battelli è di 400 metri, anche se esistono stime discordanti che vanno dai 300 ai 500. L'autonomia è di 120 giorni.
La propulsione è garantita da due PWR da 190 MW (uno per ogni scafo pressurizzato), che attivano due turbine a vapore da 37 MW l'una.
Per ridurre la traccia acustica, utilizza, oltre a particolari accorgimenti tecnici, un particolare rivestimento anecoico fatto di piastrelle in gomma incollate sullo scafo.
La comunicazione è garantita da un sistema satellitare che utilizza due antenne galleggianti, idonee a ricevere messaggi radio, informazioni sui bersagli e segnali di navigazione dal satellite, sia a grande profondità, sia sotto il ghiaccio. 
La vita operativa di questi mezzi è stimata in circa 20 o 30 anni, e la revisione deve essere effettuata ogni 7-8 anni.
Questi battelli furono costruiti per neutralizzare il vantaggio che avevano gli statunitensi a fine anni settanta con il nuovo SSBN della classe Ohio.

### Armamento
L'armamento principale è costituito da 20 missili intercontinentali R-39 Rif, noti in occidente con il nome in codice di SS-N-20 Sturgeon. I missili sono sistemati in due file parallele in mezzo ai due scafi principali. Ognuno di questi missili ha una gittata di 8300 km e può trasportare 10 testate nucleari da 100 chilotoni l'una (più o meno 6-7 volte la bomba atomica di Hiroshima). Si tratta di missili a propellente solido, con un'accuratezza (CEP) di 500 metri. Il peso al lancio è di 84 tonnellate.
Oggi è previsto che tutti i mezzi siano modificati per imbarcare i nuovi SS-N-30 Bulava.
I sommergibili classe Typhoon hanno inoltre 6 tubi lanciasiluri (4 da 630 mm e 2 da 533 mm), per un totale di 22 missili antisommergibile SS-N-16 Stallion e siluri di vari tipi. I tubi possono anche essere usati per la posa delle mine.
Missili e siluri hanno un sistema di caricamento automatico.
Questi armamenti sono integrati da un sistema di puntamento molto avanzato, che consente di ingaggiare fino a 12 bersagli contemporaneamente.

## Impiego

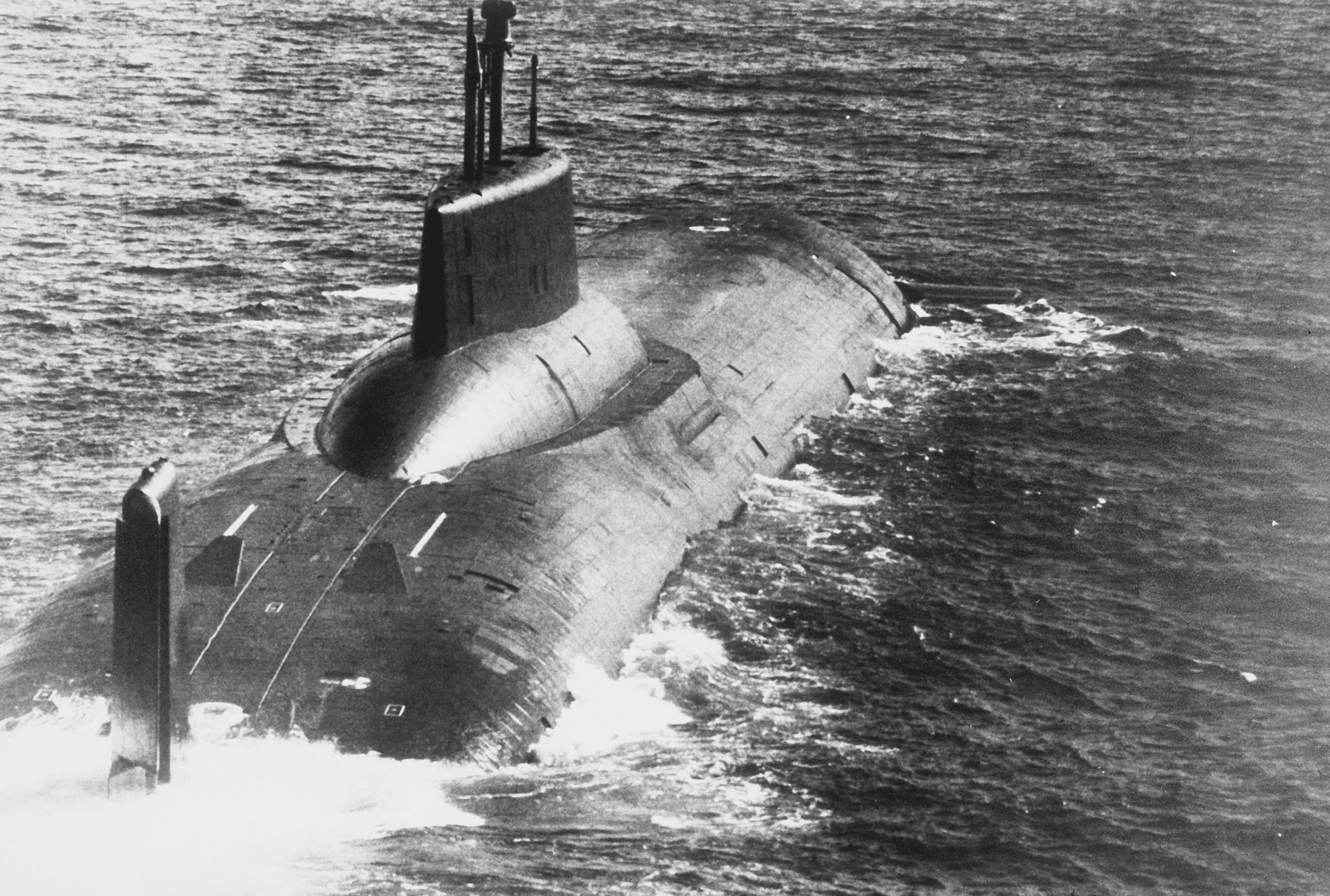
Un Typhoon in navigazione

A causa delle sue colossali dimensioni, nonché della potenza del suo armamento (20 missili SS-N 20, per un totale di 200 testate nucleari imbarcate) i sommergibili della classe Typhoon sono stati spesso considerati uno dei simboli del deterrente nucleare sovietico. Tuttavia le loro dimensioni rappresentavano (e rappresentano) anche un grosso inconveniente, perché rendevano problematica l'elusione dei sistemi di sorveglianza NATO.
Durante la Guerra Fredda questi sottomarini sovietici erano attivi nelle acque del Nord Atlantico.

## Altri usi
L'ufficio tecnico Rubin ha elaborato un progetto piuttosto originale. Questo progetto prevede di modificare alcuni sommergibili ormai radiati per utilizzarli con compiti di trasporto merci. Per le loro dimensioni, in particolare, sono stati considerati i classe Typhoon.
Lavorare su un sottomarino già esistente, inoltre, evita costi troppo elevati: modificare un battello esistente costa molto meno che costruirne uno nuovo, per non parlare poi delle spese di progettazione.
Le modifiche riguarderebbero, in particolare, la rimozione dei lanciatori. Secondo le previsioni dei progettisti, mezzi simili sarebbero in grado di trasportare, sotto l'Oceano Artico, ben 15 000 tonnellate di merci, con tempi di percorrenza inferiori di due o tre volte rispetto a quelli permessi dai rompighiaccio.

## Unità
| Nome                   | Impostazione     | Varo              | Entrata in servizio | Flotta   | Disarmo       | Stato          | Note                              |
| ---------------------- | ---------------- | ----------------- | ------------------- | -------- | ------------- | -------------- | --------------------------------- |
| TK-208 Dmitrij Donskoj | 17 giugno 1976   | 29 settembre 1980 | 12 dicembre 1981    | del Nord | febbraio 2023 | Fuori servizio | Radiato, in attesa di demolizione |
| TK-202                 | 22 aprile 1978   | 23 settembre 1982 | 28 dicembre 1983    | del Nord | 1995          | Fuori servizio | Demolito nel 2005                 |
| TK-12 Simbirsk         | 19 aprile 1980   | 17 dicembre 1983  | 26 dicembre 1984    | del Nord | 1996          | Fuori servizio | Demolito nel 2005                 |
| TK-13                  | 23 febbraio 1982 | 30 aprile 1985    | 26 dicembre 1985    | del Nord | 1997          | Fuori servizio | Demolito nel 2009                 |
| TK-17 Archangel'sk     | 24 febbraio 1985 | agosto 1986       | 6 novembre 1987     | del Nord | 2006          | Fuori servizio | Demolizione post-2020             |
| TK-20 Severstal'       | 6 gennaio 1987   | luglio 1988       | 4 settembre 1989    | del Nord | 2004          | Fuori servizio | Demolizione post-2020             |
| TK-210                 | -                | -                 | -                   | -        | -             | Cancellato     | Smantellato nel 1990              |

## Filmografia
Nel film del 1990 Caccia a Ottobre Rosso, il sottomarino sovietico protagonista del film e comandato da Marko Ramius (Sean Connery), sarebbe un settimo battello migliorato e leggermente ingrandito (12 metri più lungo e 3 più largo) della classe Typhoon. In realtà ne sono entrati in servizio solo sei.

## Sottomarini comparabili
- Classe Ohio
- Classe Los Angeles